# Гедеон Радаї
Граф Гедеон Радаї (угор. Ráday Gedeon; 1 жовтня 1713, село Луданьхаласі, поблизу Сечень — 6 серпня 1792, Пецель) — угорський поет.

## Біографія

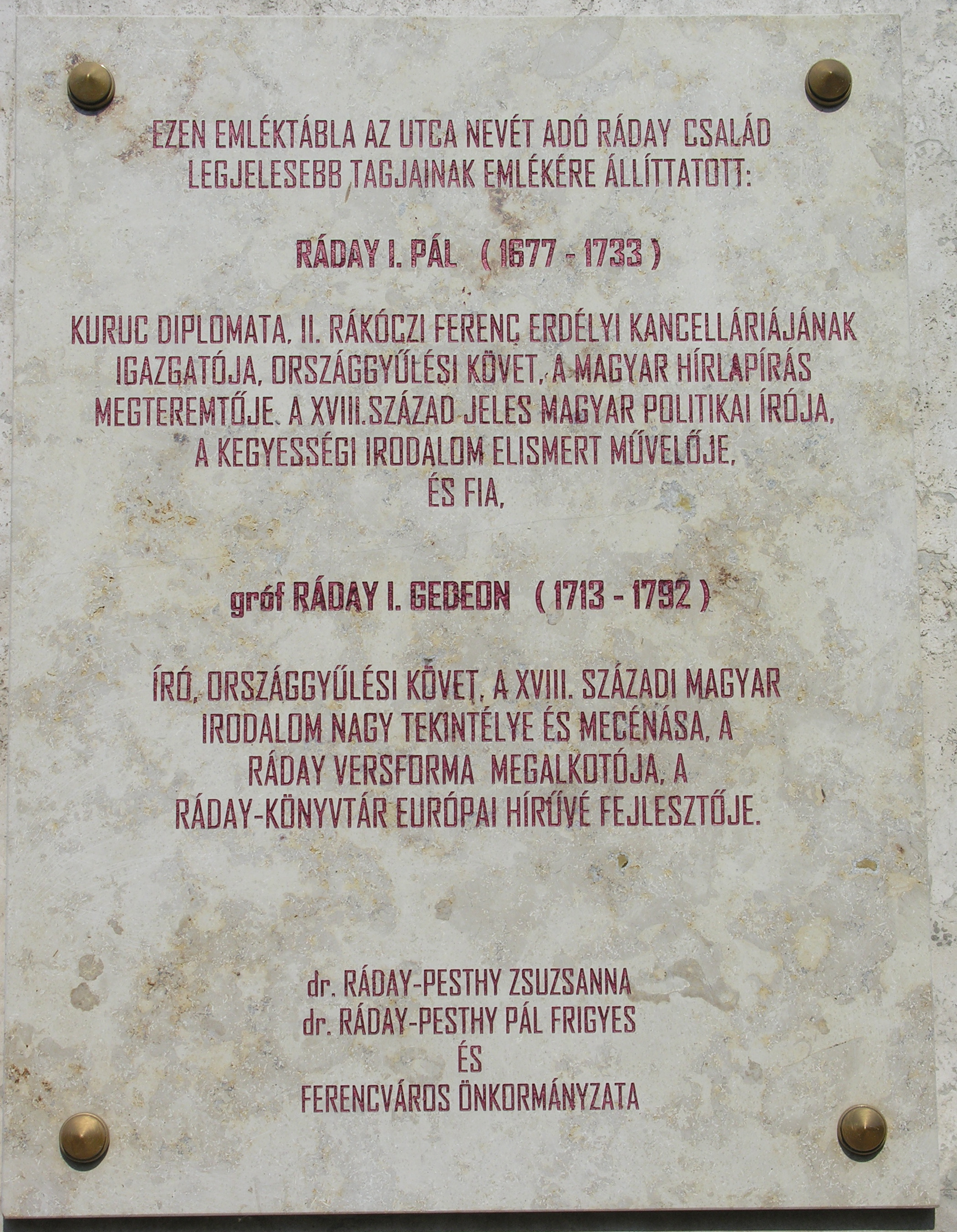
Меморіальна дошка

Отримав прекрасну освіту в лютеранському ліцеї в міста Пожонь (нині Братислава). Пізніше в 1731-1733 вивчав право і теологію в університетах Берліна і Франкфурта на Одері. Повернувшись на батьківщину в Угорщину, оселився в Пецелі.
Представляв інтереси громади Пецеля в Пешті, був старостою місцевої угорської реформатської церкви. Відмовився від будь-яких титулів і привілеїв.
Був бібліофілом, і присвятив своє життя збору сімейної бібліотеки. Його бібліотека містила класичні твори кращих авторів з усіх галузей наук, а також найбільшу в Угорщині колекцію літератури епохи французького просвітництва.
Радаї брав активну участь в літературному житті Угорщини.
Він був першим, хто ввів в угорську поезію за зразком західних літератур розмір і риму і успішно застосовував їх у своїх віршах угорською мовою.
З його поетичної спадщини до наших днів збереглося мало, лише 42 опублікованих ним віршів, але його роль в угорському літературному житті була більш важливою, ніж його власні твори.
Гедеон Радаї — меценат, який надавав допомогу і фінансову підтримку угорським літераторам і поетам. Він фінансував кілька періодичних видань, в тому числі в галузі театрального мистецтва. Своєю допомогою надихав і допомагав талановитим авторам нового покоління. Молодь називала його «батьком угорських літераторів».